# Lopo Fernandes Pacheco
Lopo Fernandes Pacheco (1280 – 22 de dezembro de 1349), rico-homem do Reino de Portugal que viveu durante o reinado de D. Afonso IV, era filho de João Fernandes Pacheco  de quem herdou o senhorio como o 7.º senhor de Ferreira de Aves, e de Estevainha Lopes de Paiva, filha de Lopo Rodrigues de Paiva e Teresa Martins Xira.
A sua família tinha bens em diferentes partes do reino, embora a sua maior área de influência foi na Beira onde tiveram o senhorio de Ferreira de Aves, freguesia portuguesa do concelho de Sátão.

## Biografia
Com Lopo Fernandes Pacheco, 7.º senhor de Ferreira de Aves, no século XIV esta linhagem “inicia a sua trajectória ascensional” num processo geral em que uma nobreza inferior está a substituir as antigas linhagens. .
Grande valido, foi talvez o mais importante personagem da corte do Bravo.  Foi meirinho-mor (1329), mordomo-mor do infante D. Pedro, o futuro Pedro I, e membro do conselho do rei, mordomo-mor (1335-1338) e chanceler (1349) da rainha D. Beatriz de Castela, mulher de D. Afonso IV, e testamenteiro em 1327 da Rainha Santa Isabel. Foi pelo rei Afonso IV encarregado da educação dos seus dois filhos, o infante D. Pedro e a infanta Leonor,.
Em 1317 já aparece como testemunha com o infante D. Afonso, a quem acompanhou à dotação do Mosteiro de Odivelas em 1318. No conflito de 1319-1324, foi partidário do infante, apoiando as suas pretensões, e esteve com ele em 1322 em Pombar ao juramento de pazes.
Foi encarregue pelo rei de várias embaixadas: a Roma (1330) e ao reinos de Castela e de Aragão. Em 1328 foi um dos 40 nobres que foram feitos reféns para responderem pela alcaidaria dos castelos parte do tratado, por Alfonso IV quando o rei portugués e o rey D. Afonso XI de Castela ratificaram o tratado de Ágreda de 1304.
Como militar e "senhor de lides guerreiras" participou, acompanhado por seus escudeiros, na batalha de Salado com o Bravo, travada no dia 30 de Outubro de 1340, entre cristãos e mouros, junto da ribeira do Salado, na província de Cádis (sul de Espanha).
Devido à sua ligação com a corte, o seu vasto conjunto de bens estava situado numa zona delimitada no curso do Rio Tejo na região de Santarém, a segunda localidade mais importante dos itinerários régios, e a zona de Lisboa e seus termos. O rei doou-lhe o senhorio de Ferreira de Aves, de onde era natural, pelos muitos serviços que recebeu de ele e de sua mulher e pela criação dos infantes, e foi "... alçado pelo rei Afonso IV da sua condição natural de cavaleiro à categoría de rico-homem, assim como seu filho Diogo Lopes Pacheco".

## Sepultura

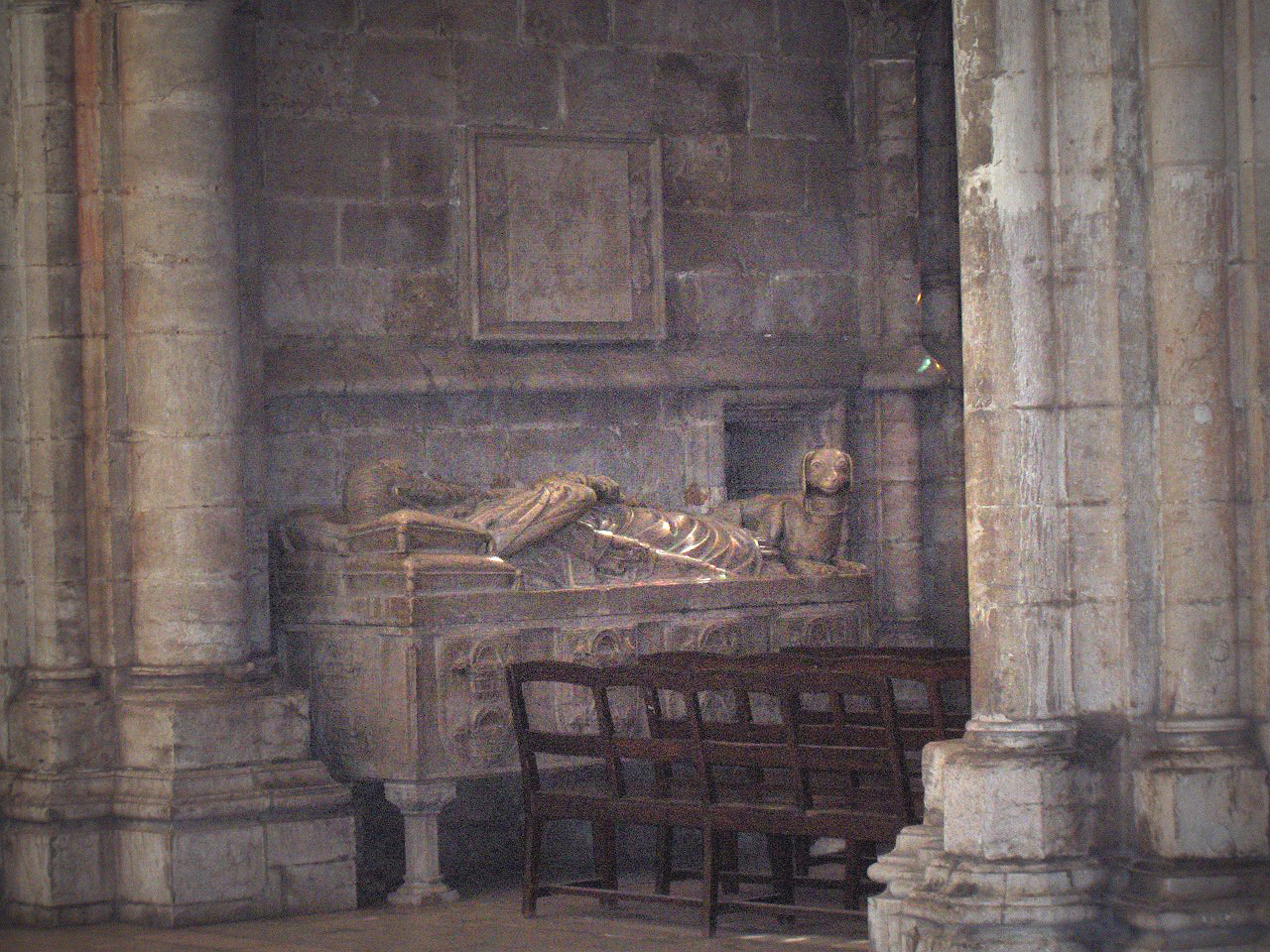
Túmulo de Lopo Fernandes Pacheco na Sé de Lisboa

Lopo Fernandes escolheu a Sé Catedral de Lisboa, local também escolhido pelo rei Afonso, para "repousar eternamente" junto do monarca. O seu sarcófago, produzido na oficina de escultores de Lisboa e que data do século XIV, encontra-se na Capela de São Cosme e São Damião na charola da Sé.
A lápide na parede coroando o monumento funerário, que o rei D. Afonso IV mandou colocar, regista "os mais relevantes feitos desta importante personagem":
Nela se refere, como relevante, ao importantíssimo facto de ter recebido a rosa de ouro com que o Papa Bento XII o agraciou quando visitou a Cúria Pontifícia após ele ter contribuído pela grande vitória alcançada na batalha do Salado.
| “ | AQ(u)IAZ LOPO FERNAnDEZ PACHECO SENHOR DE / FER(r)EIRA E MOORDOMO MOOR DOMI(n)FANTe DOM PEDRO E CHANCELER DA RAINHA DONA BEATRIZ O QUAL FOI MERCEE E FEITVRA DELREI DOM AFONSO O QUARTO E FOI CoN EL NA LIDE Que (h)OUVE COM ELREI D/EM GRA(n)ADA HU ESTE REI FOI FAZER AIUDA A ELREI DOM AFONSO DE CASTELA QUANDO ELREI DE BENAMARIM IAZIA SOBRE TARIFA NA ERA DE MIL E CCC E LXX E VIII ANOS AO QuaL LOPO FERNANDES FOI EN AUINHON DADA COn GRAnDE HOnRA PeLO PAPA BENEDITO HUmA ROSA DOURO QUE ELE COn GRAnDE HOnRA POS EN ESTA SEE TANTO Que DALO CHEGOU OQUAL FOI CASADO CON DONA MARIA FILHA DE DOM RUI GIL DE UILALOBOS E DE DONA TAREIIA SANCHEZ Q FOI FILHA DELREI DOM SANCHO DE CASTELA E FOI EN TERRA/DO EN ESTE MOIIMENTO XX E NOUE DIAS DE DEZENBRO DA ERA DE MIL CCC E LXXX E SETE ANOS. | ” |

A tampa possui a sua estátua jacente, e sobre o corpo, o cavaleiro ostenta uma espada, cujo pomo em forma de disco chanfrado é de um estilo utilizado num longo período que vai desde o Séc. X até ao Séc.XV. A face visível apresenta o brasão dos Pachecos, uma caldeira veirada cuja asa termina em cabeça de serpente. Ele está representado a desembainhá-la, o que nos indica que participou em batalha, tal como aconteceu. Enrolada à bainha está o cinturão que a suspendia da cintura e está decorado com frase religiosa “AVE MARIA GRATIA PLENA”.  Ostenta nos pés protecções que se afiguram ser de malha de ferro. Apresenta também esporas.

## Matrimónios e descendência
Casou por duas vezes. Sua primeira esposa foi Maria Gomes Taveira (morta depois de 1331),  filha de Gomes Lourenço Taveira e de Catarina Martins, sobrinha do chanceler Estêvão Anes, de quem teve:
- D. Diogo Lopes Pacheco (1304 - 1383), 8.º senhor de Ferreira de Aves e um dos assassinos de D. Inês de Castro, casado com D. Joana Vasques Pereira,[27] filha de Vasco Pereira e de Inês Lourenço da Cunha. Tataravô de Duarte Pacheco Pereira na linhagem patrilinear.
- Violante Lopes Pacheco (1365),[28] casada por duas vezes; a primeira com Martim Vasques da Cunha (m.1314), 6.º senhor de Tábua,[29] e a segunda com Diogo Afonso de Sousa,[30] senhor de Mafra, Ericeira[31] e Enxara dos Cavaleiros. Com descendência de ambos matrimónios.

No ano de 1345 já estava casado com a sua segunda esposa, D. Maria Rodrigues de Vilalobos (ainda estava viva em 1367),  filha do rico-homem D. Ruy Gil de Vilalobos (II) (m. 1307) e de D. Teresa Sanches, filha bastarda de D. Sancho IV de Leão e Castela e de D. Maria Afonso Teles de Meneses, e viúva de D. João Afonso Teles de Meneses, 1.º conde de Barcelos. [a] Deste matrimónio nasceram:
- Guiomar Lopes Pacheco (m. depois de 1404), casada com D. João Afonso Telo de Meneses, 1.º conde de Ourém e 4.º conde de Barcelos.[13][9]
- Isabel Fernandes Pacheco, chamada de Ferreira,  casada com D. Alfonso Pérez de Guzmán, 1.º senhor de Gibraleón e Olvera. Foram os pais de D. Álvar Peres de Gusmão, adelantado-mor de Castela, alguacil-mor de Sevilha, e senhor de Gibraleón e Palos.[34]